# Wat Bang Bon
Le Wat Bang Bon (thaï : วัดบางบอน) est un temple situé dans le khet de Bang Bon à Bangkok.

## Histoire

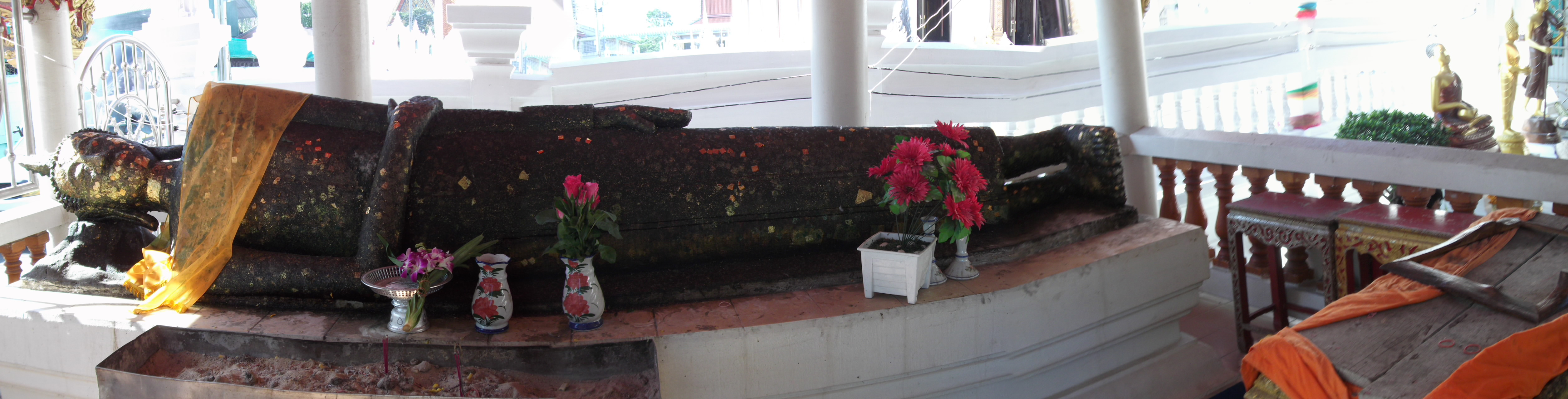

## Galerie

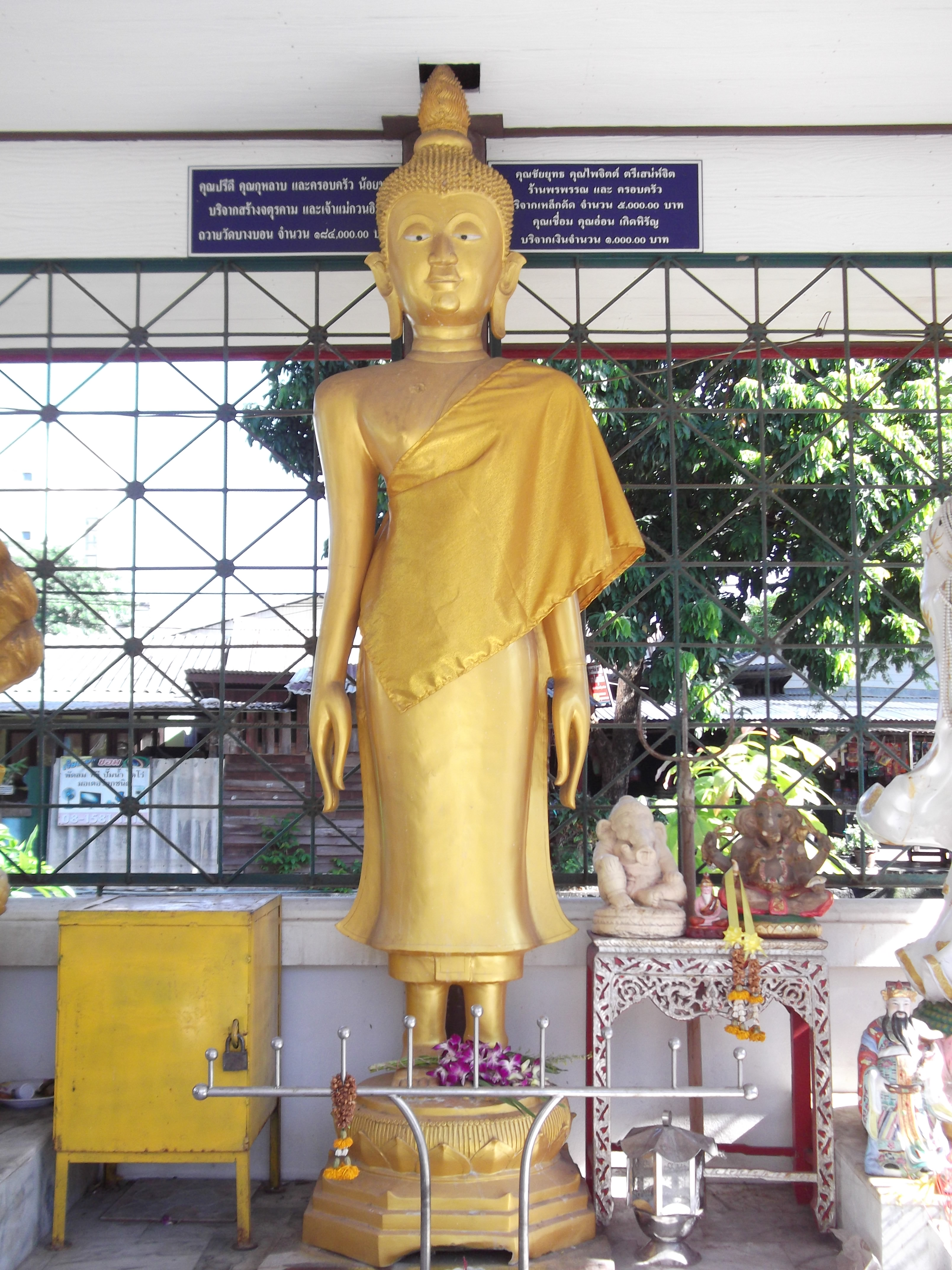
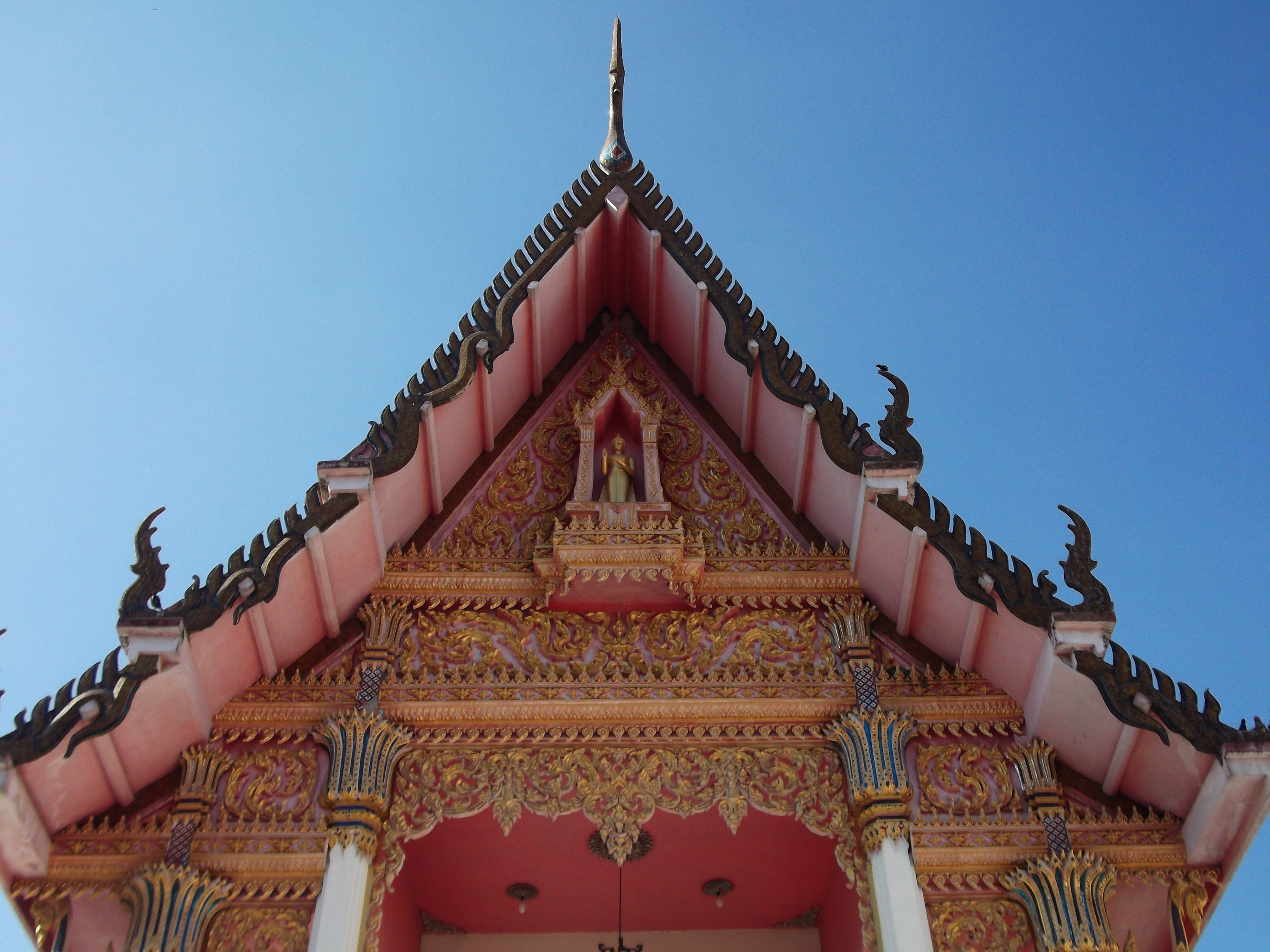
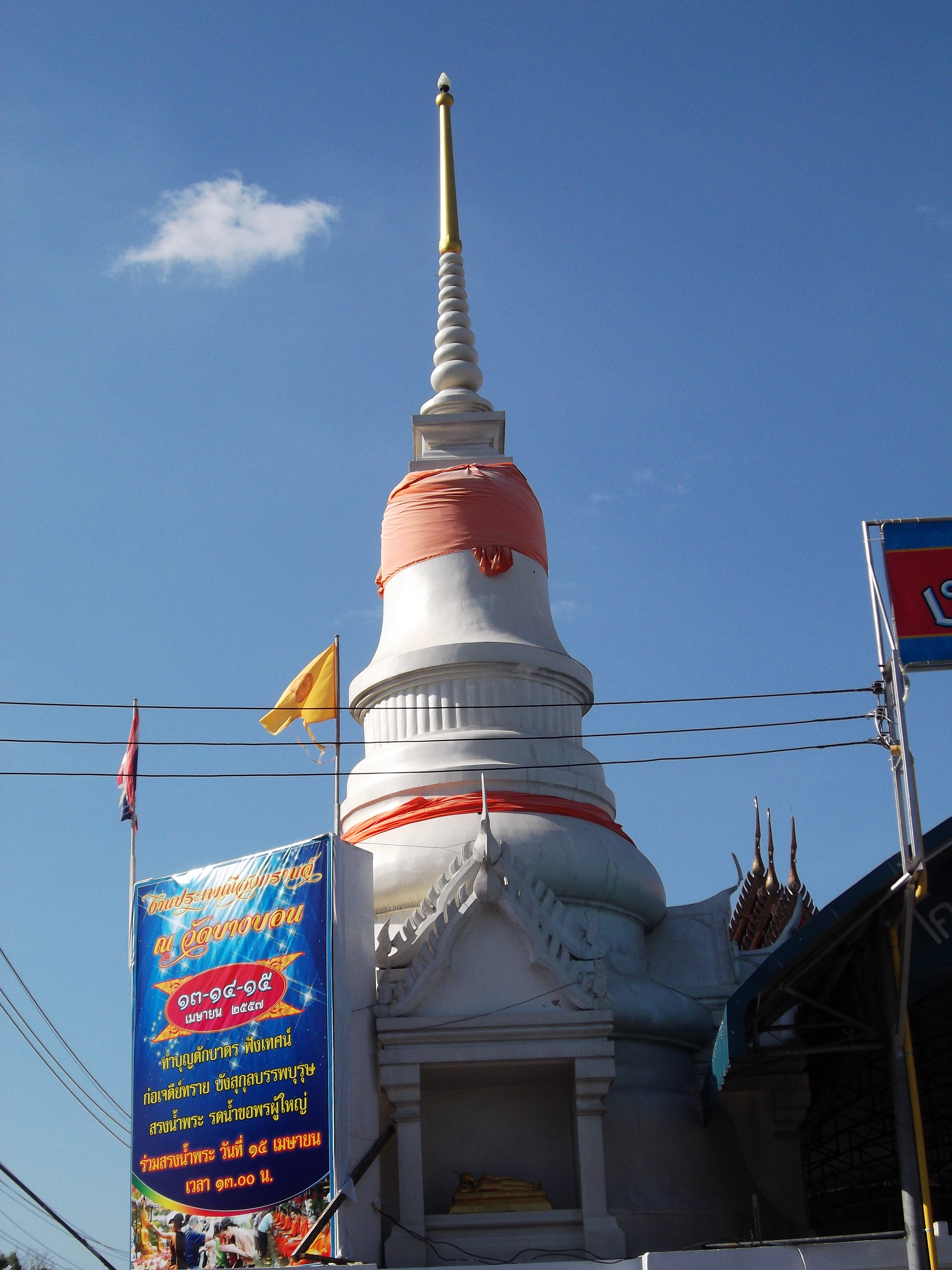
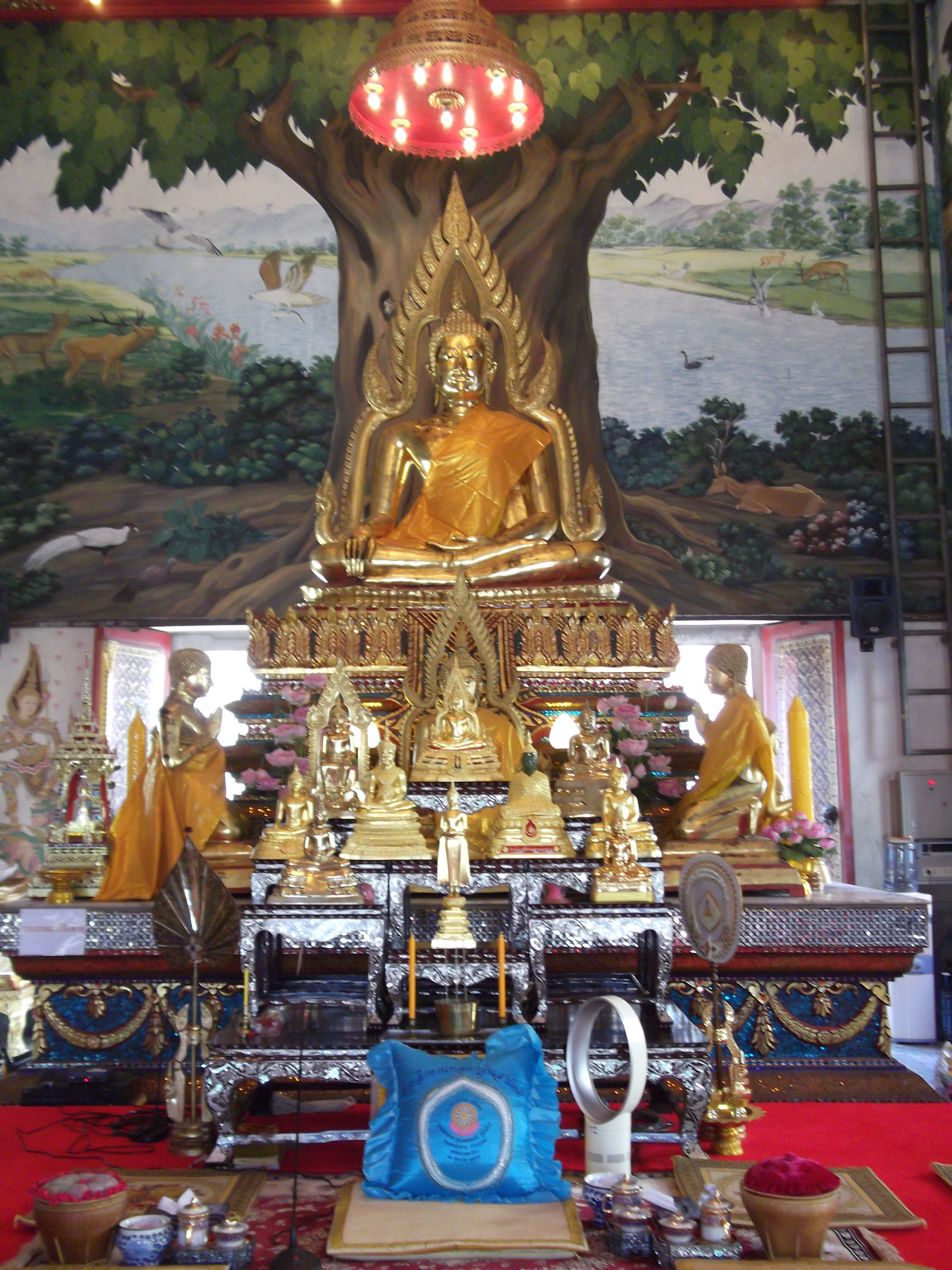